# Mühlacker
Mühlacker ist eine Stadt im Nordwesten Baden-Württembergs, rund zwölf Kilometer nordöstlich von Pforzheim. Sie ist die größte Stadt des Enzkreises und bildet ein Mittelzentrum für die umliegenden Gemeinden. Seit der Kreisreform, die am 1. Januar 1973 in Kraft trat, ist Mühlacker die einzige Große Kreisstadt im Enzkreis. Zuvor gehörte Mühlacker zum Landkreis Vaihingen.
Mit der Gemeinde Ötisheim ist die Stadt Mühlacker eine Vereinbarte Verwaltungsgemeinschaft eingegangen.

## Geographie

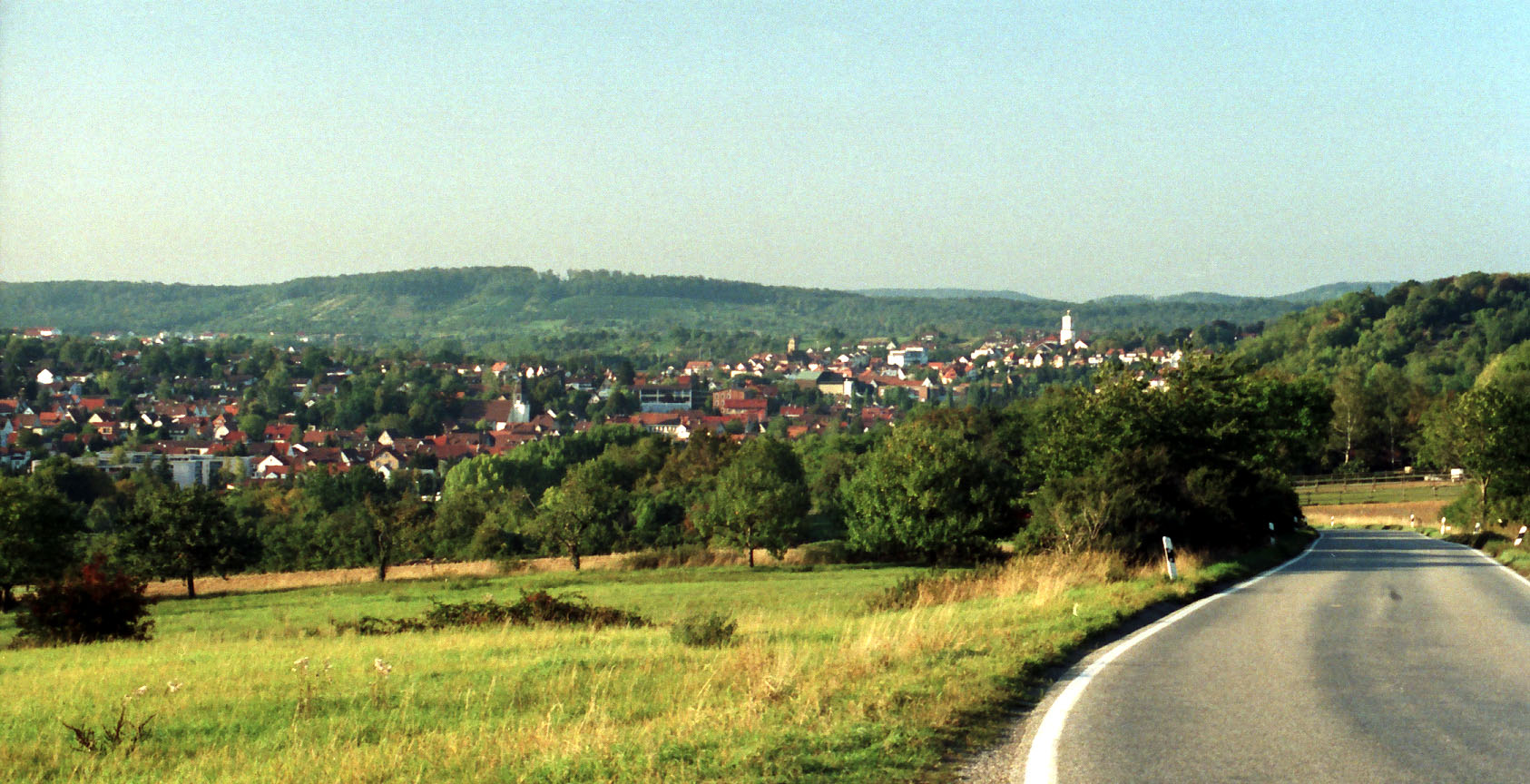
Ansicht von Mühlacker aus Richtung Süden

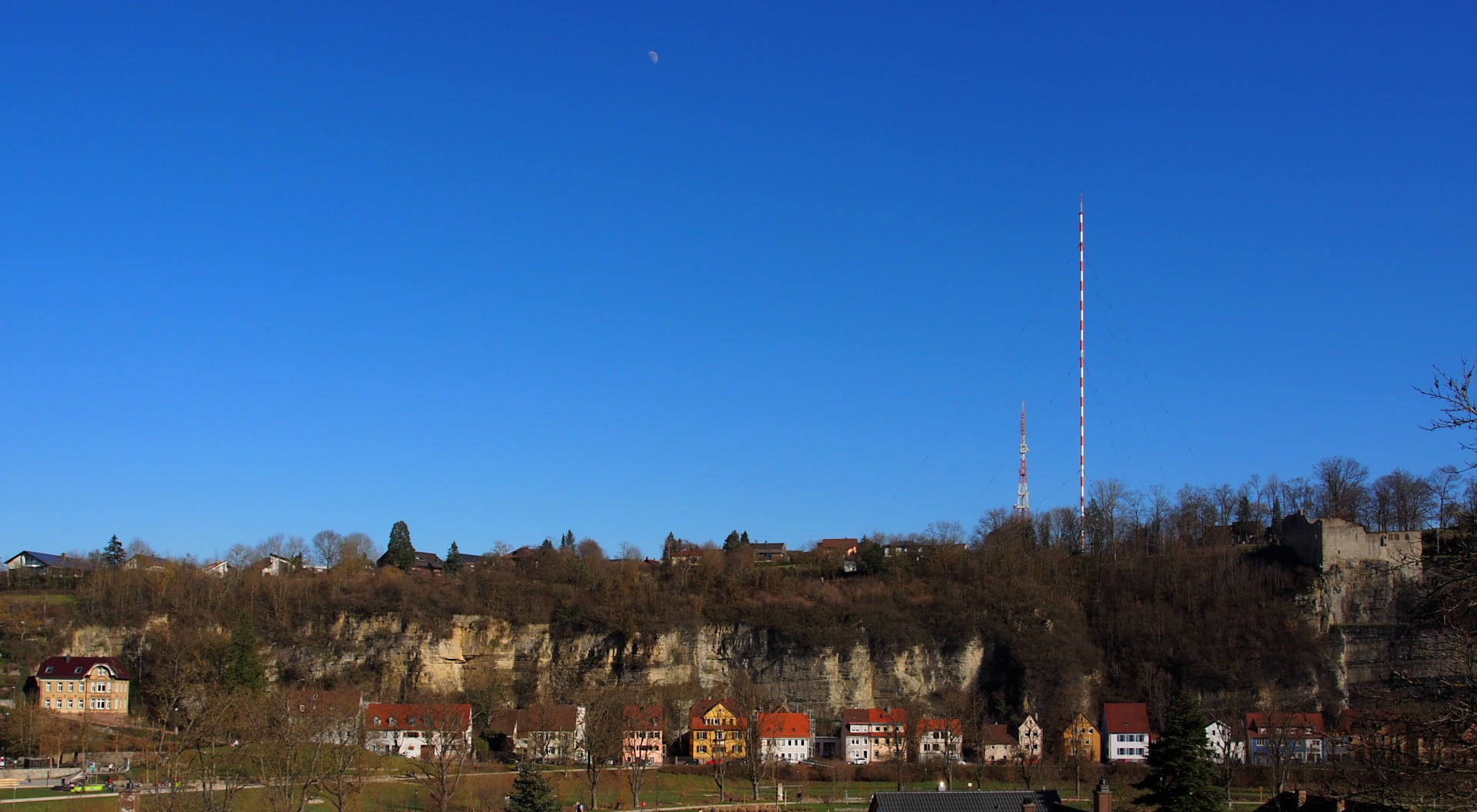
Senderberg mit Felswand und Burg Löffelstelz

### Lage
Das Gebiet von Mühlacker ist geprägt durch die Enz, einen linken Nebenfluss des Neckars. Die Enz erreicht von Südwesten kommend das Stadtgebiet bei Enzberg. Der Stadtteil Enzberg liegt links der Enz auf dem das Enztal begrenzenden Höhenzug. Nach Enzberg verläuft die Enz in einem weiten Rechtsbogen. In diesem Rechtsbogen liegt Dürrmenz auf der rechten Enzseite. Nördlich auf der gegenüberliegenden Enzseite erstreckt sich Mühlackers Kernstadt in einem flachen Seitental. In diesem verläuft auch die Eisenbahn und liegt der Bahnhof Mühlacker. Im Osten von Dürrmenz versperrt der Höhenzug mit der Burgruine Löffelstelz der Enz den weiteren Weg Richtung Osten, so dass sie sich hier in einer engen Biegung nach Süden wendet.
Hinter dem Ortsende von Dürrmenz wendet die südwärts fließende Enz ihren Lauf wieder ostwärts und erreicht schon bald den Stadtteil Lomersheim. Vor dem Stadtteil Mühlhausen macht die Enz dann zwei weite Bogen, um dann hinter Mühlhausen nach einer engen Flussschleife das Stadtgebiet von Mühlacker wieder zu verlassen. Während sich das Enztal im Süden recht sanft zu den bis zu circa 380 Meter hohen Bergen erhebt, ist der Übergang im Norden meist steil. Hier findet sich wegen der idealen Lage auch Weinbau.

### Nachbargemeinden
Folgende Städte und Gemeinden grenzen an die Stadt Mühlacker. Sie werden im Uhrzeigersinn beginnend im Osten genannt: Vaihingen an der Enz und Eberdingen (beide Landkreis Ludwigsburg) sowie Wiernsheim, Niefern-Öschelbronn, Kieselbronn, Ölbronn-Dürrn, Ötisheim, Maulbronn und Illingen (alle Enzkreis).

### Stadtgliederung
| Stadtteil            | Einwohner (Stand: 2015) | Fläche (Stand: 2015) | Bevölkerungs- dichte (Stand: 2015) |
| -------------------- | ----------------------- | -------------------- | ---------------------------------- |
| Gesamtstadt          | 26.045                  | 54,3 km²             | 480 EW/km²                         |
| Dürrmenz & Mühlacker | 14.979                  | 16,2 km²             | 925 EW/km²                         |
| Enzberg              | 3.978                   | 5,4 km²              | 737 EW/km²                         |
| Großglattbach        | 1.224                   | 8,2 km²              | 149 EW/km²                         |
| Lienzingen           | 2.097                   | 11,1 km²             | 189 EW/km²                         |
| Lomersheim           | 2.794                   | 6,5 km²              | 430 EW/km²                         |
| Mühlhausen           | 994                     | 6,9 km²              | 144 EW/km²                         |

Die Stadt Mühlacker besteht aus der Kernstadt Mühlacker mit Dürrmenz sowie den Stadtteilen Enzberg, Großglattbach, Lienzingen, Lomersheim und Mühlhausen an der Enz. Die einzelnen Stadtteile haben keine eigene Vertretung, wie etwa einen Ortschaftsrat. Es wurde lediglich die unechte Teilortswahl eingeführt.
Neben den genannten Stadtteilen werden gelegentlich noch weitere separat gelegene Wohnplätze mit eigenem Namen unterschieden, wie Sengach, Senderhang oder Hasenberghof. Ferner gibt es teilweise Wohngebiete mit eigenem Namen, beispielsweise Eckenweiher oder Heidenwäldle, die sich entsprechend der Aufsiedelung im Laufe der Zeit eingebürgert haben, deren Grenzen jedoch meist nicht festgelegt wurden.
Auf Lomersheimer Gemarkung liegt die Wüstung Niederhofen und nördlich von Enzberg die Wüstung Thailfingen. Die Gemarkung von Eckenweiher wurde 1832 nach Dürrmenz eingegliedert. Ebenso gab es einst ein Waldenserdorf namens Du Queyras, welches in den Dürrmenzer Ortsteil aufgegangen ist und heute die Waldenserstraße bildet.

### Raumplanung
Mühlacker bildet ein Mittelzentrum innerhalb der Region Nordschwarzwald, in der die Stadt Pforzheim als Oberzentrum ausgewiesen ist. Zum Mittelbereich Mühlacker gehören neben der Stadt Mühlacker noch die Städte und Gemeinden Illingen, Knittlingen, Maulbronn, Ötisheim und Sternenfels, wobei es hinsichtlich der Stadt Knittlingen Verflechtungen mit dem benachbarten Mittelzentrum Bretten (Verband Region Karlsruhe) gibt.

## Geschichte

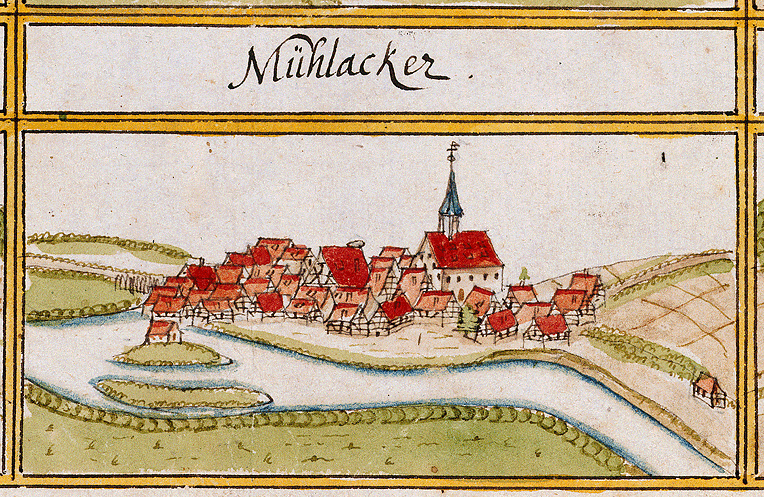
Mühlacker im Forstlagerbuch 1684 von Andreas Kieser

### Altertum und Mittelalter
In der Gegend um Mühlacker gab es nachweislich schon vor über 12.000 Jahren erste Siedlungsplätze. Funde von keltischen und römischen Siedlungsresten bezeugen agrarische Nutzungen und antike Gewerbe (Kalkbrennen). Am Erlenbach ist ein Vicus nachgewiesen und auf der Gemarkung des Stadtteils Enzberg wurde von 2001 bis 2002 eine Villa rustica ausgegraben. Um das Jahr 500 wurden die ansässigen Alemannen von den Franken besiegt und der Enzgau ins Frankenreich integriert.
779 wurde die Siedlung Dürrmenz im Lorscher Codex als Turmenz erstmals urkundlich erwählt. Ab der Mitte des 12. Jahrhunderts sind die Herren von Dürrmenz nachweisbar; sie residierten in der heutigen Burgruine Löffelstelz. 1159–1162 war Ulrich von Dürrmenz Reichskanzler von Kaiser Friedrich I. Barbarossa, danach bis zu seinem Tode am 26. Dezember 1163 der 39. erwählte Bischof von Speyer. Walter von Lomersheim stiftete 1138 sein Gut Eckenweiher zur Gründung eines Zisterzienserklosters. 1146 und 1147 wurde das Kloster nach Maulbronn verlegt. Die Herren von Enzberg waren im 13. Jahrhundert im Besitz der Untervogtei über dieses Kloster.
Die Siedlung Enzberg wurde 1100 im Codex minor Spirensis erstmals urkundlich erwähnt, als Bischof Johannes von Speyer Enzberg und eine große Anzahl weiterer Orte dem Kloster Sinsheim schenkte.
Die Siedlung Mühlacker wurde erstmals 1292 erwähnt (nach anderen Quellen ist auch eine frühere Nennung möglich, die sich jedoch wahrscheinlich nicht auf die Siedlung Mühlacker bezieht). Im Laufe der folgenden rund 150 Jahren erwarb das Kloster den gesamten Besitz der Ortsherren von Dürrmenz. Mit der Übergabe des Klosters an Herzog Ulrich 1504 wurden die Klosterdörfer Dürrmenz und Mühlacker sowie das unterhalb der Löffelstelz gelegene Untermberg württembergisch. Mühlacker selbst blieb im Laufe seiner Geschichte stets nur ein kleiner Weiler gegenüber dem größeren Nachbardorf Dürrmenz und verschwand sogar zunächst von der politischen Landkarte. Dürrmenz allein blieb als politische Gemeinde bestehen und gehörte zum Klosteramt Maulbronn.

### Vom Dreißigjährigen Krieg bis zum 19. Jahrhundert
Der Dreißigjährige Krieg brachte Not und Elend. 1648 waren von ursprünglich 1242 Einwohnern (1622) noch 50 übrig. Im Pfälzer Erbfolgekrieg (1688–1697) wurde Dürrmenz 1692 von französischen Truppen geplündert. 1699 siedelten sich 500 aus Frankreich vertriebene Waldenser in Dürrmenz an. Bei der Umsetzung der neuen Verwaltungsgliederung im Königreich Württemberg zu Beginn des 19. Jahrhunderts wurde Dürrmenz dem Oberamt Maulbronn zugeordnet.

### Industrialisierung
In Dürrmenz betrieben die Waldenser eine Strumpfwirkerwerkstatt. Mit neuen Zuchtschafen in Württemberg nahm die Strumpfwirkerei mit Feinwolle im 18. Jahrhundert in den Waldensergemeinden einen beachtlichen Aufschwung, was z. B. im Maulbronner Amt zu Rechtskonflikten führte.
Mit der Eröffnung der Württembergischen Westbahn Stuttgart–Bruchsal durch die Württembergische Eisenbahn 1853 begann im Raum Dürrmenz-Mühlacker das Industriezeitalter. Für die Westbahn wäre ein kürzerer Verlauf weiter nördlich durch das Mettertal möglich gewesen. Um den badischen Eisenbahnen einen späteren Anschluss von Pforzheim her zu ermöglichen, wurde aber der Umweg über den bis dahin unbedeutenden Eckenweiher Hof gewählt. Nachdem die Gemeinde Dürrmenz ihren Namen nicht für den Bahnhof hatte preisgeben wollen, wurde der alte Name des Weilers Mühlacker für die neue Station verwendet. Als die Bahnstrecke Karlsruhe–Mühlacker dann 1863 gebaut wurde, war Mühlacker Eisenbahnknotenpunkt und gleichzeitig Grenzbahnhof. Als Kuriosität besaß es noch bis 1930 zwei Bahnhöfe nebeneinander, den größeren Württembergischen Bahnhof und den Badischen Bahnhof. Dieser alte Badische Bahnhof wurde später zurückgebaut, das Gleis 50 des Mühlacker Bahnhofs erinnert noch an seine Lage. Durch den Bahnbau, begünstigt durch den Abbau der Zollschranken zwischen 1819 und 1851 und die Aufhebung des Zunftzwanges (1862) siedelten sich in der Nähe des Bahnhofs Industriebetriebe an. Dadurch wuchs Mühlacker rasch an und überflügelte bald den bislang größeren Nachbarort Dürrmenz, so dass sich die Gemeinde Dürrmenz später Dürrmenz-Mühlacker nannte.

### 20. Jahrhundert
Nach dem Ersten Weltkrieg unterbrachen Inflation, Weltwirtschaftskrise und hohe Arbeitslosigkeit die weitere Entwicklung. 1930 wurden die Gemeinden Mühlacker und Dürrmenz-Mühlacker zur Stadt Mühlacker erhoben. Im gleichen Jahr nahm auch der Großrundfunksender Mühlacker seinen Betrieb auf, der im Jahr 1934 einen 190 Meter hohen Sendeturm in Holzbauweise erhielt. Dieser Turm, der 1945 gesprengt wurde, war die höchste Holzkonstruktion aller Zeiten. Seit dem 1. Oktober 2023 führt Mühlacker die offizielle Zusatzbezeichnung „Senderstadt“. Bei der Kreisreform während der NS-Zeit in Württemberg kam die junge Stadt Mühlacker 1938 zum Landkreis Vaihingen. Während der NS-Zeit wurden fünf der insgesamt acht jüdischen Bürger Mühlackers im KZ Auschwitz ermordet.
Der Zweite Weltkrieg endete in Mühlacker mit Zerstörungen durch Luftangriffe und Artilleriebeschuss. Drei Tage lang wurde um Dürrmenz gekämpft. Die Besetzung durch die Franzosen erfolgte am 7. April 1945.
Der spätere Ortsteil Großglattbach blieb dagegen von Luftangriffen weitestgehend verschont. Dennoch sollte der Krieg auch hier kein glimpfliches Ende nehmen: Die deutschen Truppen zogen sich seit Anfang April 1945 vom Rhein nach Osten zurück, immer bedrängt von den nachrückenden Franzosen und Amerikanern. Weder am Heuchelberg noch an der Enz konnte eine haltbare Verteidigungslinie aufgebaut werden. Bereits am 7. und 8. April wurden alle Orte nördlich der Enz besetzt und noch am 8. April gelang es den Franzosen, auch die Enz zu überqueren. Gegen Mittag besetzten schließlich aus Mühlhausen kommende französische Truppen Großglattbach, wobei es jedoch zu keinen größeren Kampfhandlungen kam. Dies sollte sich aber innerhalb einer Stunde ändern. SS-Verbände hatten sich in den Wäldern um Großglattbach festgesetzt und begannen nun, die Franzosen mit Artillerie zu beschießen. Zehn Tage lang dauerten die Artillerieduelle über die Köpfe der Großglattbacher hinweg, die sich größtenteils in ihren Kellern versteckt hielten. Fünf Einwohner kamen in diesen Tagen zu Tode. Erst am 18. April, als auch Pforzheim erobert wurde, gingen die Kampfhandlungen in Großglattbach zu Ende. Noch heute findet man in den Wäldern Reste von Gräben und Schützenlöchern.
Nach dem Abzug der Franzosen wurde die Stadt Teil der Amerikanischen Besatzungszone und gehörte somit zum neu gegründeten Land Württemberg-Baden, das 1952 im jetzigen Bundesland Baden-Württemberg aufging.
Nach 1945 fanden 3000 Flüchtlinge und Vertriebene in Mühlacker eine neue Heimat.
In Zusammenhang mit der Gebietsreform von 1972 überschritt die Einwohnerzahl der Stadt Mühlacker die Grenze von 20.000. Deswegen stellte die Stadtverwaltung den Antrag auf Erhebung zur Großen Kreisstadt, was die Landesregierung von Baden-Württemberg dann mit Wirkung vom 1. Januar 1973 beschloss.
Im Rahmen der Kreisreform in Baden-Württemberg zum 1. Januar 1973 wurde der Landkreis Vaihingen aufgelöst. Die Stadt Mühlacker wurde Teil des neu gebildeten Enzkreises.

### Religionen

Blick von der Herz-Jesu-Kirche auf die evangelische Paulus-Kirche

Blick von der Paulus-Kirche auf die katholische Herz-Jesu-Kirche

Das Gebiet der heutigen Stadt Mühlacker gehörte anfangs zum Bistum Speyer und war dem Archidiakonat St. Guido zugeordnet. Nachdem die meisten Orte spätestens seit Anfang des 16. Jahrhunderts zu Württemberg gehört hatten, wurde auch von dort nach 1534 die Reformation eingeführt. Zunächst gab es nur Lutheraner. Die ab 1699 angesiedelten Waldenser waren jedoch reformiert und hatten danach auch eine eigene Kirchengemeinde. Sie erhielten die alte Pfarrkirche St. Peter in Dürrmenz. Der lutherischen Gemeinde verblieb die Kirche St. Andreas, die bereits 1408 Pfarrkirche geworden war.
1823 wurde die reformierte Gemeinde aufgehoben und in die Evangelische Landeskirche in Württemberg integriert. Danach diente deren Kirche St. Peter als Friedhofskirche. Fortan war die St. Andreaskirche bis ins 20. Jahrhundert die einzige Kirche des Ortes. Bis 1827 war sie Sitz eines Dekanats, dann wurde Maulbronn Dekanatssitz bis 1970.
Im 20. Jahrhundert wurde die Kirchengemeinde Dürrmenz bzw. Mühlacker aufgrund ihrer Größe aufgeteilt. Es entstand 1920 neben der St. Andreasgemeinde zusätzlich die Paulusgemeinde, die jedoch zunächst noch ihre Gottesdienste in der Bärenwirtschaft abhielt. Erst 1954 wurde die heutige Pauluskirche erbaut, die auch wieder Sitz eines Dekanats wurde. 1959 entstand dann noch das Gemeindehaus der Paul-Gerhardt-Gemeinde. In den Stadtteilen Enzberg, Großglattbach, Lienzingen, Lomersheim und Mühlhausen an der Enz gibt es jeweils eine eigene evangelische Kirchengemeinde und eine Kirche, wobei die Pfarrei und Kirche in Enzberg erst 1823 entstanden. Alle Kirchengemeinden gehören seit 1970 zum Kirchenbezirk Mühlacker innerhalb des Sprengels Heilbronn der Evangelischen Landeskirche in Württemberg.
Ende des 19. Jahrhunderts zogen auch wieder Katholiken nach Dürrmenz bzw. Mühlacker und 1895 wurde bereits eine kleine Kirche nördlich der Bahnlinie erbaut. 1902 entstand ein Expositurvikariat und 1912 eine Pfarrverweserei, die 1919 zur eigenständigen Pfarrei Herz-Jesu erhoben wurde. 1925 konnte sich die Gemeinde dann die heutige Herz-Jesu-Kirche erbauen. Nach dem Zweiten Weltkrieg zogen auch in die heutigen Stadtteile Mühlackers Katholiken. Die heutige Pfarrgemeinde Herz-Jesu innerhalb des Dekanats Mühlacker des Bistums Rottenburg-Stuttgart umfasst alle Katholiken des Stadtgebiets Mühlackers und der Gemeinde Ötisheim. Neben der Herz-Jesu-Kirche in Mühlacker gibt es seit 1973 noch die Filialkirche St. Martin im Stadtteil Enzberg. Seit 1999 bilden die Gemeinden Herz-Jesu Mühlacker und St. Joseph Illingen die Seelsorgeeinheit Mitte innerhalb des Dekanates Mühlacker. Sitz des leitenden Pfarrers ist Mühlacker.
Neben den beiden großen Kirchen gibt es in Mühlacker Freikirchen, darunter die Evangelisch-methodistische Kirche (EmK), eine Freie evangelische Gemeinde (FeG) und eine Adventisten-Gemeinde. Ferner gibt es eine griechisch-orthodoxe Gemeinde, die Zeugen Jehovas und die Neuapostolische Kirche.

### Eingemeindungen
Im Zuge der Gebietsreform in Baden-Württemberg wurden folgende Gemeinden nach Mühlacker eingegliedert:
- 1. Januar 1971: Lomersheim[6]
- 1. Februar 1972: Enzberg und Mühlhausen an der Enz[6]
- 1. Januar 1975: Großglattbach[7]
- 5. Juli 1975: Lienzingen[7] (Zwangseingemeindung)

### Einwohnerentwicklung
Einwohnerzahlen nach dem jeweiligen Gebietsstand. Die Zahlen sind Volkszählungsergebnisse (¹) oder amtliche Fortschreibungen der jeweiligen Statistischen Ämter (nur Hauptwohnsitze).
| Jahr               | Einwohner |
| ------------------ | --------- |
| 1622               | 1.242     |
| 1669               | 450       |
| 1771               | 1.403     |
| 1803               | 1.811     |
| 1849               | 2.261     |
| 1. Dezember 1871   | 2.592     |
| 1. Dezember 1880 ¹ | 2.660     |
| 1. Dezember 1890 ¹ | 2.905     |
| 1. Dezember 1900 ¹ | 3.381     |
| 1. Dezember 1910 ¹ | 4.931     |
| 8. Oktober 1919 ¹  | ?         |
| 16. Juni 1925 ¹    | 5.688     |
| 16. Juni 1933 ¹    | 6.088     |
| 17. Mai 1939 ¹     | 6.325     |
| Dezember 1945 ¹    | 6.720     |

| Jahr                 | Einwohner |
| -------------------- | --------- |
| 13. September 1950 ¹ | 9.151     |
| 6. Juni 1961 ¹       | 12.071    |
| 27. Mai 1970 ¹       | 14.003    |
| 31. Dezember 1975    | 23.900    |
| 31. Dezember 1980    | 24.216    |
| 27. Mai 1987 ¹       | 23.856    |
| 31. Dezember 1990    | 25.301    |
| 31. Dezember 1995    | 25.598    |
| 31. Dezember 2000    | 26.011    |
| 31. Dezember 2005    | 26.105    |
| 31. Dezember 2010    | 25.369    |
| 31. Dezember 2015    | 25.649    |
| 31. Dezember 2020    | 26.093    |

¹ Volkszählungsergebnis
| Einwohnerzahlen 1870–2000 | Einwohnerzahlen 1870–2000 | Einwohnerzahlen 1870–2000 | Einwohnerzahlen 1870–2000 | Einwohnerzahlen 1870–2000 |
| ------------------------- | ------------------------- | ------------------------- | ------------------------- | ------------------------- |
|                           | heutiges Stadtgebiet      | heutiges Stadtgebiet      | Kernstadt Mühlacker       | Kernstadt Mühlacker       |
| Jahr                      | Einwohner                 | Einwohner/km²             | Einwohner                 | Einwohner/km²             |
| 1870                      | --                        | --                        | 2.592                     | 171                       |
| 1925                      | --                        | --                        | 5.688                     | 374                       |
| 1939                      | 11.904                    | 223                       | 6.363                     | 416                       |
| 1945                      | 13.028                    | 244                       | 6.720                     | 442                       |
| 1960                      | 20.021                    | 375                       | 11.830                    | 779                       |
| 1970                      | 23.814                    | 447                       | 14.056                    | 925                       |
| 1980                      | 24.288                    | 447                       | 13.617                    | 841                       |
| 1990                      | 25.179                    | 463                       | 14.558                    | 899                       |
| 2000                      | 27.062                    | 498                       | 15.102                    | 932                       |
| 2000                      | 25.191                    | 464                       | 14.116                    | 871                       |
| 2015                      | 26.045                    | 479                       | 14.979                    | 925                       |

## Politik

### Gemeinderat
In Mühlacker wurde der Gemeinderat bis 2009 nach dem Verfahren der unechten Teilortswahl gewählt. Seit 2014 ist dies nicht mehr der Fall, der Gemeinderat hatte bis 2019 32 Mitglieder. Ab 2019 hat der Gemeinderat 26 Mitglieder.
Die Kommunalwahl am 9. Juni 2024 führte zu folgendem vorläufigen Endergebnis. Der Gemeinderat besteht aus den gewählten ehrenamtlichen Gemeinderäten und dem Oberbürgermeister als Vorsitzendem. Der Oberbürgermeister ist im Gemeinderat stimmberechtigt.
| Parteien und Wählergemeinschaften | Parteien und Wählergemeinschaften           | % 2024  | Sitze 2024 | % 2019  | Sitze 2019 | Kommunalwahl 2024 %3020100 29,56 %26,05 %16,80 %15,11 %12,48 %n. k. % FWCDULMUSPDFDPAfDGewinne und Verlusteim Vergleich zu 2019 %p 10 8 6 4 2 0 −2 −4 −6 −8+8,55 %p+2,65 %p−4,31 %p−1,28 %p+1,60 %p−7,21 %pFWCDULMUSPDFDPAfD |
| FW                                | Freie Wähler Mühlacker                      | 29,56   | 8          | 21,01   | 5          | Kommunalwahl 2024 %3020100 29,56 %26,05 %16,80 %15,11 %12,48 %n. k. % FWCDULMUSPDFDPAfDGewinne und Verlusteim Vergleich zu 2019 %p 10 8 6 4 2 0 −2 −4 −6 −8+8,55 %p+2,65 %p−4,31 %p−1,28 %p+1,60 %p−7,21 %pFWCDULMUSPDFDPAfD |
| CDU                               | Christlich Demokratische Union Deutschlands | 26,05   | 7          | 23,40   | 6          | Kommunalwahl 2024 %3020100 29,56 %26,05 %16,80 %15,11 %12,48 %n. k. % FWCDULMUSPDFDPAfDGewinne und Verlusteim Vergleich zu 2019 %p 10 8 6 4 2 0 −2 −4 −6 −8+8,55 %p+2,65 %p−4,31 %p−1,28 %p+1,60 %p−7,21 %pFWCDULMUSPDFDPAfD |
| LMU                               | Liste Mensch und Umwelt                     | 16,80   | 4          | 21,11   | 6          | Kommunalwahl 2024 %3020100 29,56 %26,05 %16,80 %15,11 %12,48 %n. k. % FWCDULMUSPDFDPAfDGewinne und Verlusteim Vergleich zu 2019 %p 10 8 6 4 2 0 −2 −4 −6 −8+8,55 %p+2,65 %p−4,31 %p−1,28 %p+1,60 %p−7,21 %pFWCDULMUSPDFDPAfD |
| SPD                               | Sozialdemokratische Partei Deutschlands     | 15,11   | 4          | 16,39   | 4          | Kommunalwahl 2024 %3020100 29,56 %26,05 %16,80 %15,11 %12,48 %n. k. % FWCDULMUSPDFDPAfDGewinne und Verlusteim Vergleich zu 2019 %p 10 8 6 4 2 0 −2 −4 −6 −8+8,55 %p+2,65 %p−4,31 %p−1,28 %p+1,60 %p−7,21 %pFWCDULMUSPDFDPAfD |
| FDP                               | Freie Demokratische Partei                  | 12,48   | 3          | 10,88   | 3          | Kommunalwahl 2024 %3020100 29,56 %26,05 %16,80 %15,11 %12,48 %n. k. % FWCDULMUSPDFDPAfDGewinne und Verlusteim Vergleich zu 2019 %p 10 8 6 4 2 0 −2 −4 −6 −8+8,55 %p+2,65 %p−4,31 %p−1,28 %p+1,60 %p−7,21 %pFWCDULMUSPDFDPAfD |
| AfD                               | Alternative für Deutschland                 | --      | --         | 7,21    | 2          | Kommunalwahl 2024 %3020100 29,56 %26,05 %16,80 %15,11 %12,48 %n. k. % FWCDULMUSPDFDPAfDGewinne und Verlusteim Vergleich zu 2019 %p 10 8 6 4 2 0 −2 −4 −6 −8+8,55 %p+2,65 %p−4,31 %p−1,28 %p+1,60 %p−7,21 %pFWCDULMUSPDFDPAfD |
| gesamt                            | gesamt                                      | 100,0   | 26         | 100,0   | 26         | Kommunalwahl 2024 %3020100 29,56 %26,05 %16,80 %15,11 %12,48 %n. k. % FWCDULMUSPDFDPAfDGewinne und Verlusteim Vergleich zu 2019 %p 10 8 6 4 2 0 −2 −4 −6 −8+8,55 %p+2,65 %p−4,31 %p−1,28 %p+1,60 %p−7,21 %pFWCDULMUSPDFDPAfD |
| Wahlbeteiligung                   | Wahlbeteiligung                             | 55,53 % | 55,53 %    | 54,26 % | 54,26 %    | Kommunalwahl 2024 %3020100 29,56 %26,05 %16,80 %15,11 %12,48 %n. k. % FWCDULMUSPDFDPAfDGewinne und Verlusteim Vergleich zu 2019 %p 10 8 6 4 2 0 −2 −4 −6 −8+8,55 %p+2,65 %p−4,31 %p−1,28 %p+1,60 %p−7,21 %pFWCDULMUSPDFDPAfD |

### Kreistag
Der Kreistag des Enzkreises ist in 8 Wahlkreise unterteilt. Mühlacker stellt den Wahlkreis I dar und stellt 7 Mitglieder.
Bei der letzten Kreistagswahl vom 9. Juni 2024 erreichte der Wahlkreis I (Mühlacker) eine Wahlbeteiligung von 55,6 %. Die Sitze verteilen sich auf die einzelnen Parteien wie folgt:
| Parteien und Wählergemeinschaften | Parteien und Wählergemeinschaften           | % 2024 | Sitze 2024 | % 2019  | Sitze 2019 | Kreistagswahl 2019 Wahlkreis IWahlbeteiligung: 55,6 % (2019: 53,33 %) %3020100 25,66 %19,6 %16,28 %13,79 %13,20 %11,48 % CDUFWVGrüneAfDFDPSPDGewinne und Verlusteim Vergleich zu 2019 %p 6 4 2 0 −2 −4 −6+2,72 %p+1,76 %p−4,42 %p+4,79 %p−1,63 %p−3,22 %pCDUFWVGrüneAfDFDPSPD |
| CDU                               | Christlich Demokratische Union Deutschlands | 25,66  | 2          | 22,94   | 2          | Kreistagswahl 2019 Wahlkreis IWahlbeteiligung: 55,6 % (2019: 53,33 %) %3020100 25,66 %19,6 %16,28 %13,79 %13,20 %11,48 % CDUFWVGrüneAfDFDPSPDGewinne und Verlusteim Vergleich zu 2019 %p 6 4 2 0 −2 −4 −6+2,72 %p+1,76 %p−4,42 %p+4,79 %p−1,63 %p−3,22 %pCDUFWVGrüneAfDFDPSPD |
| FWV                               | Freie Wählervereinigung                     | 19,60  | 1          | 17,84   | 1          | Kreistagswahl 2019 Wahlkreis IWahlbeteiligung: 55,6 % (2019: 53,33 %) %3020100 25,66 %19,6 %16,28 %13,79 %13,20 %11,48 % CDUFWVGrüneAfDFDPSPDGewinne und Verlusteim Vergleich zu 2019 %p 6 4 2 0 −2 −4 −6+2,72 %p+1,76 %p−4,42 %p+4,79 %p−1,63 %p−3,22 %pCDUFWVGrüneAfDFDPSPD |
| GRÜNE                             | Bündnis 90/Die Grünen                       | 16.28  | 1          | 20,70   | 1          | Kreistagswahl 2019 Wahlkreis IWahlbeteiligung: 55,6 % (2019: 53,33 %) %3020100 25,66 %19,6 %16,28 %13,79 %13,20 %11,48 % CDUFWVGrüneAfDFDPSPDGewinne und Verlusteim Vergleich zu 2019 %p 6 4 2 0 −2 −4 −6+2,72 %p+1,76 %p−4,42 %p+4,79 %p−1,63 %p−3,22 %pCDUFWVGrüneAfDFDPSPD |
| AfD                               | Alternative für Deutschland                 | 13,79  | 1          | 9,00    | 1          | Kreistagswahl 2019 Wahlkreis IWahlbeteiligung: 55,6 % (2019: 53,33 %) %3020100 25,66 %19,6 %16,28 %13,79 %13,20 %11,48 % CDUFWVGrüneAfDFDPSPDGewinne und Verlusteim Vergleich zu 2019 %p 6 4 2 0 −2 −4 −6+2,72 %p+1,76 %p−4,42 %p+4,79 %p−1,63 %p−3,22 %pCDUFWVGrüneAfDFDPSPD |
| FDP                               | Freie Demokratische Partei                  | 13,20  | 1          | 14,83   | 1          | Kreistagswahl 2019 Wahlkreis IWahlbeteiligung: 55,6 % (2019: 53,33 %) %3020100 25,66 %19,6 %16,28 %13,79 %13,20 %11,48 % CDUFWVGrüneAfDFDPSPDGewinne und Verlusteim Vergleich zu 2019 %p 6 4 2 0 −2 −4 −6+2,72 %p+1,76 %p−4,42 %p+4,79 %p−1,63 %p−3,22 %pCDUFWVGrüneAfDFDPSPD |
| SPD                               | Sozialdemokratische Partei Deutschlands     | 11,48  | 1          | 14,70   | 1          | Kreistagswahl 2019 Wahlkreis IWahlbeteiligung: 55,6 % (2019: 53,33 %) %3020100 25,66 %19,6 %16,28 %13,79 %13,20 %11,48 % CDUFWVGrüneAfDFDPSPDGewinne und Verlusteim Vergleich zu 2019 %p 6 4 2 0 −2 −4 −6+2,72 %p+1,76 %p−4,42 %p+4,79 %p−1,63 %p−3,22 %pCDUFWVGrüneAfDFDPSPD |
| gesamt                            | gesamt                                      | 100,0  | 7          | 100,0   | 7          | Kreistagswahl 2019 Wahlkreis IWahlbeteiligung: 55,6 % (2019: 53,33 %) %3020100 25,66 %19,6 %16,28 %13,79 %13,20 %11,48 % CDUFWVGrüneAfDFDPSPDGewinne und Verlusteim Vergleich zu 2019 %p 6 4 2 0 −2 −4 −6+2,72 %p+1,76 %p−4,42 %p+4,79 %p−1,63 %p−3,22 %pCDUFWVGrüneAfDFDPSPD |
| Wahlbeteiligung                   | Wahlbeteiligung                             | 55,6 % | 55,6 %     | 53,33 % | 53,33 %    | Kreistagswahl 2019 Wahlkreis IWahlbeteiligung: 55,6 % (2019: 53,33 %) %3020100 25,66 %19,6 %16,28 %13,79 %13,20 %11,48 % CDUFWVGrüneAfDFDPSPDGewinne und Verlusteim Vergleich zu 2019 %p 6 4 2 0 −2 −4 −6+2,72 %p+1,76 %p−4,42 %p+4,79 %p−1,63 %p−3,22 %pCDUFWVGrüneAfDFDPSPD |

### Bürgermeister
An der Spitze der Stadt steht der Bürgermeister, seit dem 1. Januar 1973 Oberbürgermeister, der von der Bevölkerung auf acht Jahre direkt gewählt wird. Sein ständiger Vertreter ist der Erste Beigeordnete mit der Amtsbezeichnung Bürgermeister.
Bürgermeister bzw. (bis 1918) Schultheiß oder (ab 1973) Oberbürgermeister
- -1918: Ernst Händle
- 1918–1945: Richard Osswald Woerner
- 1945: Theodor Imanuel Linder
- 1945–1947: Fritzmartin Ascher
- 1947–1950: Paul Herrmann
- 1951–1966: Erich Fuchslocher
- 1966–1993: Gerhard Knapp (SPD)
- 1994–2002: Klaus Schönfeld (parteilos)
- 2002–2009: Arno Schütterle (Bündnis 90/Die Grünen)
- seit 2010: Frank Schneider (FDP)

### Wappen
Blasonierung: In Blau ein goldener (gelber) Wellenbalken begleitet oben von einem goldenen (gelben) Ring mit rotem Stein, unten von einem vierspeichigen, sechsschaufeligen goldenen (gelben) Mühlrad mit roter Achse.
Das Wappen ist seit dem 16. Jahrhundert bekannt. Die Wellenlinie symbolisiert die Enz. Der Ring steht für die Herren von Dürrmenz. Früher war im unteren Bereich des Wappens ein Kreuz abgebildet, das für das Zisterzienserkloster Maulbronn stand, zu dem die Siedlung Mühlacker gehörte. Das Wappen wurde Mühlacker 1926 verliehen. Bei der Ernennung zur Stadt 1930 wurde das Kreuz durch ein Mühlrad für Mühlacker ersetzt, nachdem die wirtschaftliche und politische Bedeutung gegenüber dem einst dominierenden Dürrmenz weiter angewachsen war.
Der Wappenspruch Mühlackers lautet: Ring und Rad – Treue und Tat.
Wappen der Ortsteile

Lomersheim
Enzberg
Mühlhausen an der Enz
Großglattbach
Lienzingen

### Städtepartnerschaften
Mühlacker unterhält seit 1978 mit der italienischen Stadt Bassano del Grappa und seit 2016 mit Schmölln (Thüringen) eine Städtepartnerschaft.

## Kultur und Sehenswürdigkeiten

### Museen
Das Heimatmuseum Mühlacker befindet sich in der ehemaligen Kelter, einem dreigeschossigen Steinbau aus dem Jahr 1596.

### Musik
In Mühlacker befindet sich eine Außenstelle der Jugendmusikschule Pforzheim.
Der Musikverein Mühlacker hat sein Vereinsheim am „Wullesee“ in Dürrmenz.

### Vereine
Die Ortsgruppe Mühlacker des Schwäbischen Albvereins wurde im Jahr 2002 mit der Eichendorff-Plakette ausgezeichnet.

### Bauwerke

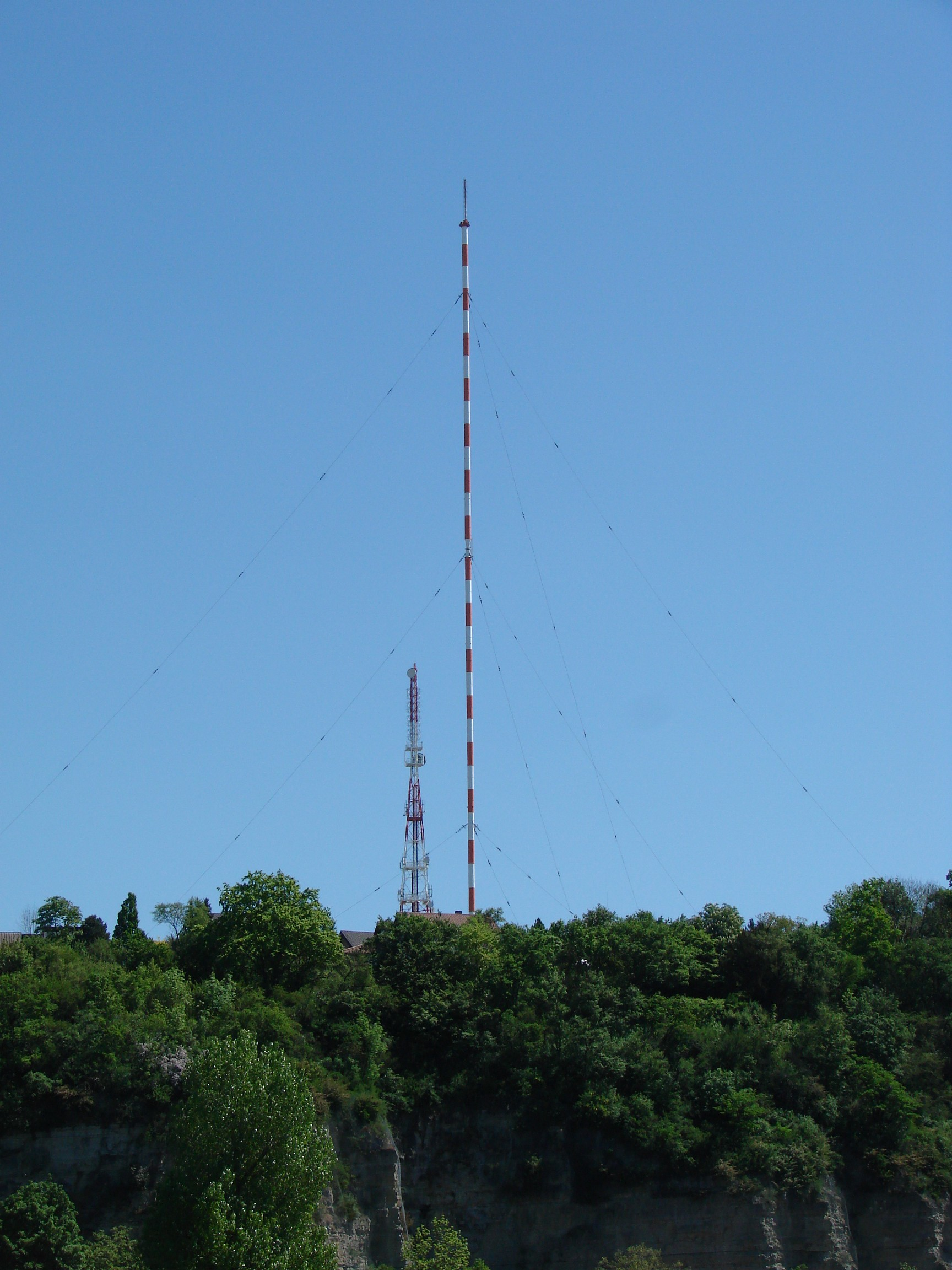
Sendeanlage Mühlacker

#### Kernstadt
Ein bemerkenswertes modernes Bauwerk in Mühlacker ist der zwischen 1972 und 1973 in Stahlbetonbauweise errichtete Wasserturm Mühlacker. Er ist 42 Meter hoch mit einem Fassungsvermögen von 610 Kubikmetern. Er ist neben der Sendeanlage Mühlacker des SWR ein Wahrzeichen der Stadt und wird während der Weihnachtszeit auch dekoriert.

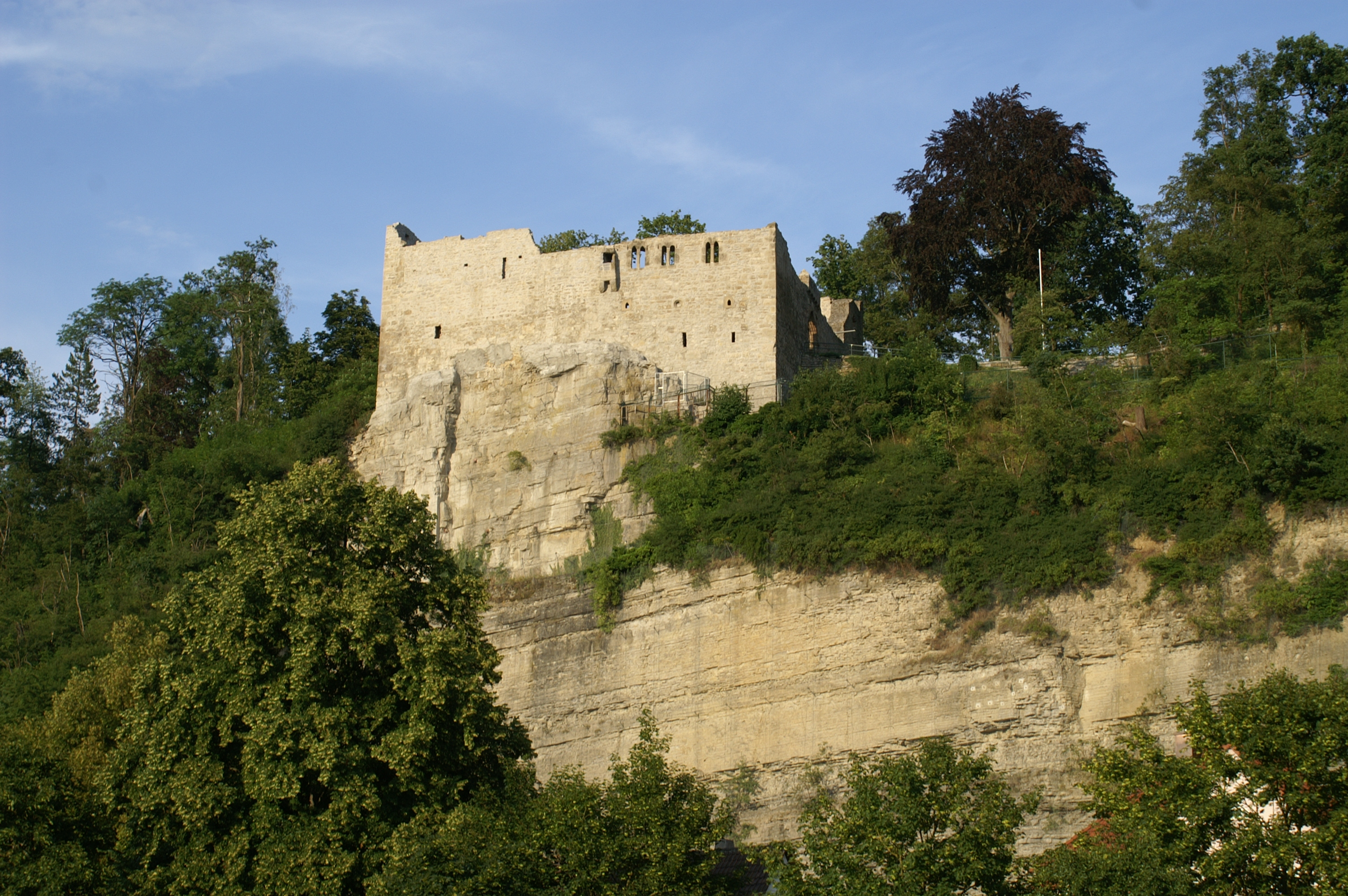
Burgruine Löffelstelz

#### Dürrmenz

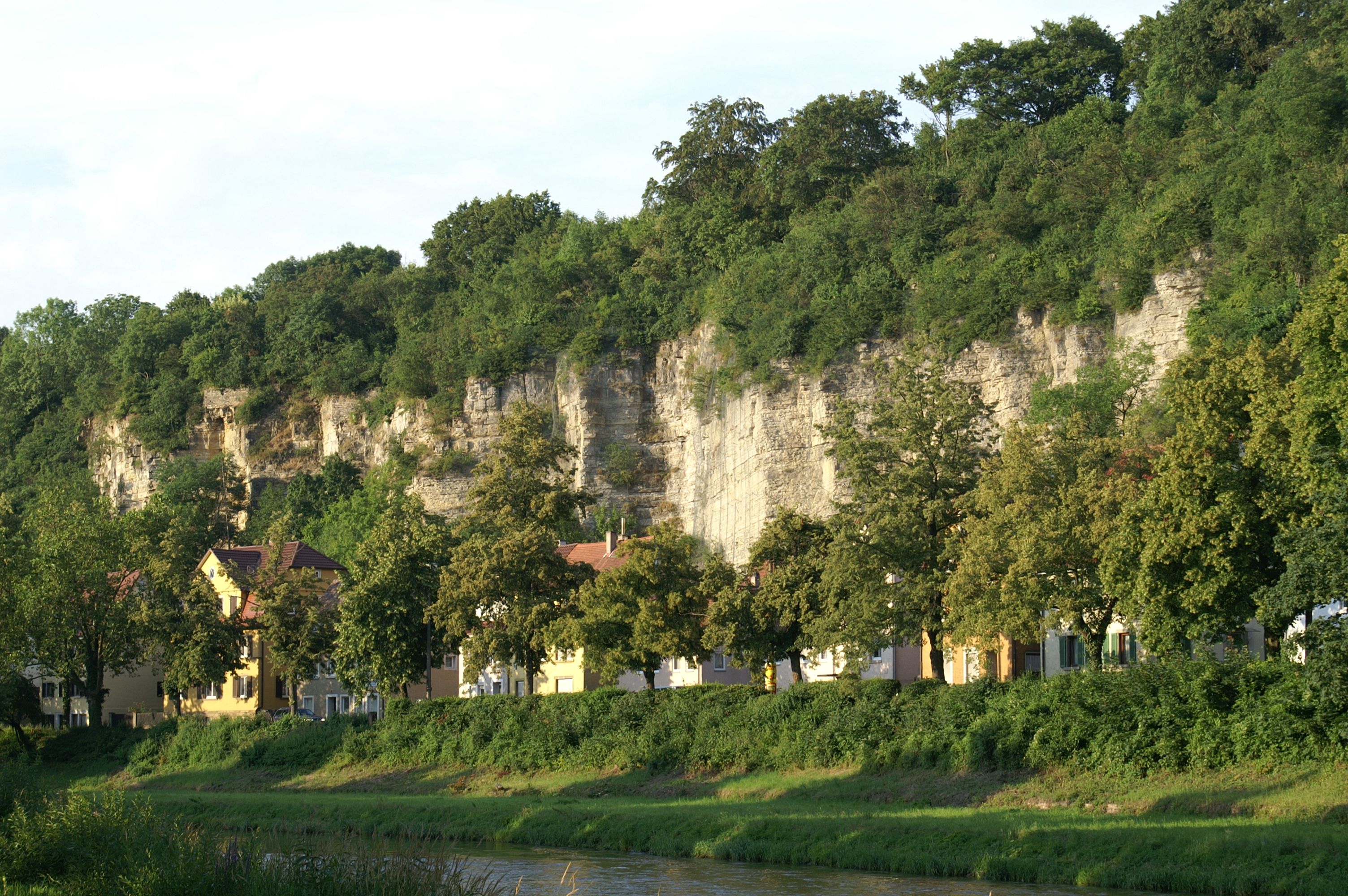
Dürrmenz

Sehenswert ist die Burgruine Löffelstelz. Die Burg wurde im 13. Jahrhundert erbaut und war Residenz der Herren von Dürrmenz.
Am rechten Enzufer steht die Pfarrkirche St. Andreas aus dem Jahr 1585. Die Waldenser, welche damals in Dürrmenz wohnten, bekamen die ältere, ehemalige Pfarrkirche (und heutige Friedhofskirche) St. Peter am linken Enzufer für ihre Gottesdienste. Zur Friedhofskirche gehört auch ein Biedermeierfriedhof.

#### Großglattbach
In dem südlich gelegenen Stadtteil Großglattbach befindet sich die Pfarrkirche St. Peter sowie eine Friedhofskirche.
Großglattbach zählt etwa 1350 Einwohner.

#### Lomersheim
In Lomersheim steht am Südhang des Senderberges St. Peter aus dem 14. Jahrhundert. Oberhalb des Dorfkerns befinden sich noch Überreste der ehemaligen Burgruine Lomersheim.

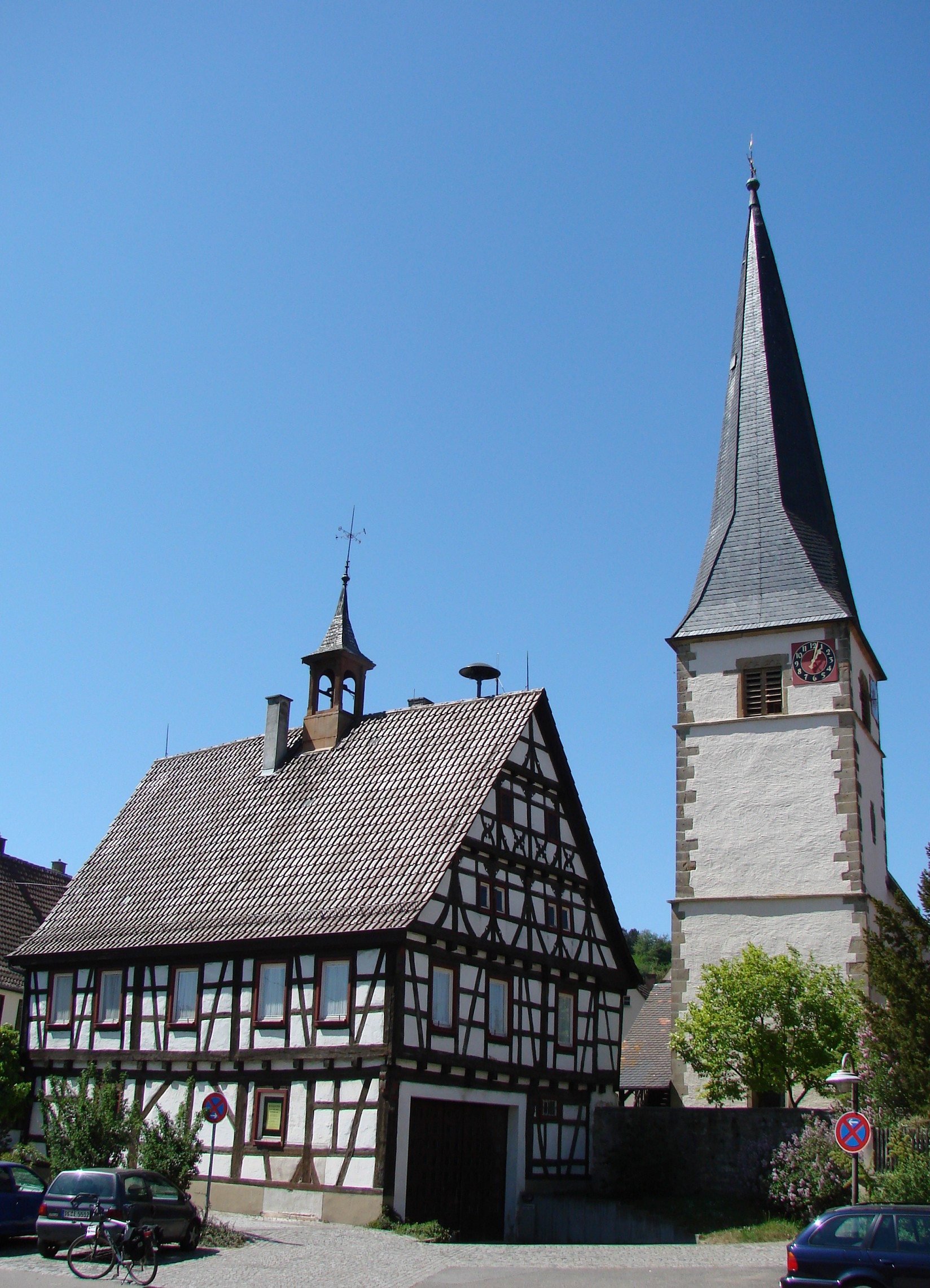
In Mühlhausen

#### Mühlhausen
An der unteren Enzschleife im vom Weinbau geprägten Stadtteil Mühlhausen findet man:
- die ursprünglich romanische St.-Alban-Kirche, die 1231 kirchenrechtlich dem Kloster Maulbronn unterstellt wird. 1458 und 1526 erfolgen Umbauten im gotischen Stil, weitere finden 1759, 1772 und 1912 statt.
- das bemerkenswerte Laufwasserkraftwerk Mühlhausen, sowie
- das Renaissance-Schloss Mühlhausen, welches 1566 erbaut wurde. Das Schloss war von 1961 bis 1996 ein sozialpädagogisches Institut des Christlichen Jugenddorfwerkes. Seitdem befindet es sich im Privatbesitz,[14] gibt Raum für verschiedene kulturelle Veranstaltungen und kann auch für private Anlässe angemietet werden. Es beherbergt außerdem das prämierte Weingut von Schloss Mühlhausen. Außerdem lohnen sich,
- die Fachwerkhäuser, die in diesem ländlichen, ruhigen Umfeld sehr gut zur Geltung kommen.

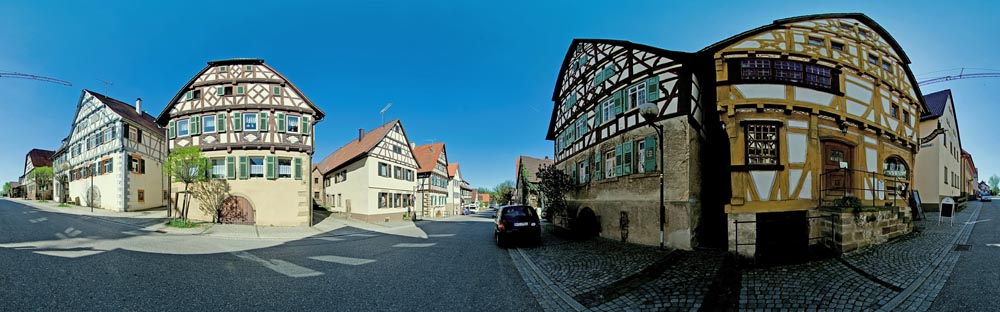
360°-Panorama in Lienzingen in der Knittlinger Straße zwischen den historischen Fachwerkhäusern

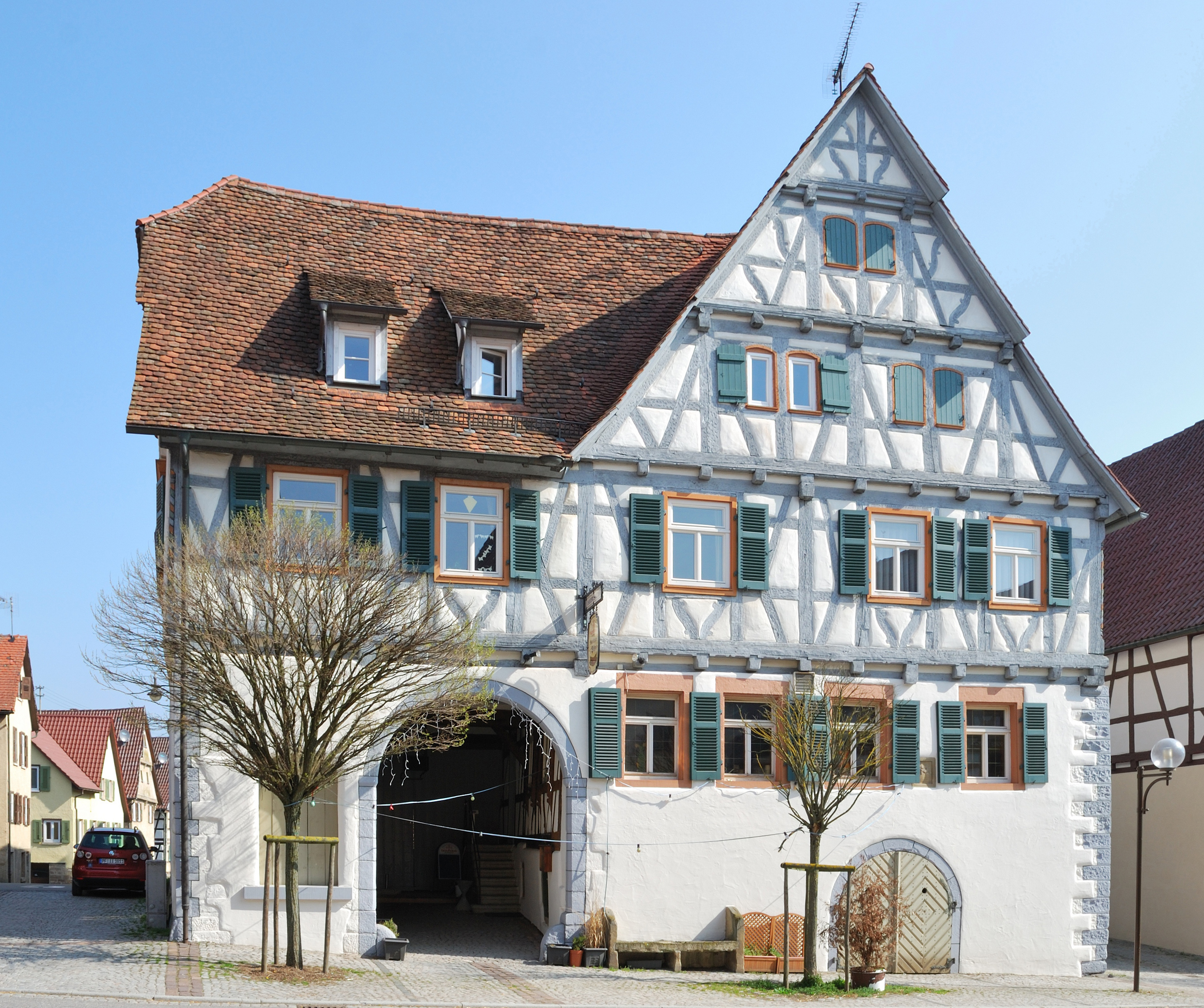
Knittlinger Straße in Lienzingen

#### Lienzingen
Im Weinbauort Lienzingen, der nördlich der Stadt und an der Württemberger Weinstraße liegt, gibt es zu sehen:
- Ein im Gesamtensemble in dieser Art einzigartiges Etterdorf, welches ein Haufendorf darstellt, das zum Schutz gegen Feinde von einem Scheunengürtel umgeben ist. Seit dem 1. Oktober 2023 führt der Ortsteil Lienzingen die offizielle Zusatzbezeichnung „Etterdorf“.
- Die in den 1960er Jahren renovierte, baulich vollständig erhaltene evangelische Peterskirche ist von einer 1492 errichteten Kirchenburg mit Mauer, Zugbrücke und Graben umgeben.
- Im Süden des Stadtteils an der B35 weithin sichtbar steht die mit spitzem Turm hoch aufragende Frauenkirche, eine Wallfahrtskirche laut Kirchenführer aus den Jahren 1476 und 1483, die nach neueren Forschungsergebnissen vom Kloster Maulbronn im 14. Jahrhundert für die damals mit Lienzingen im gleichen Kirchspiel vereinigten Bürger des heute Maulbronner Stadtteils Schmie gebaut wurde.
- Das älteste bekannte ländliche Wohnhaus im Regierungsbezirk Karlsruhe, gebaut um 1441. Das Gebäude wurde in den 1990er Jahren aufwändig und unter Beibehaltung von möglichst viel historischer Substanz restauriert und zur Gaststätte „Zum Nachtwächter“ umgebaut.[15] Die Bemühungen wurden 1996 mit dem Denkmalschutzpreis Baden-Württemberg geehrt.

- Westlich von Lienzingen steht am Sauberg nahe der Gemeindegrenze zu Ötisheim-Schönenberg der Nachbau einer Chartaque der Eppinger Linien, der als Aussichtsturm dient.

#### Enzberg
Die evangelische Kirche im auch nach Mühlacker eingemeindeten Weinbauort Enzberg stammt aus dem Jahr 1832.

## Wirtschaft und Infrastruktur
Mühlacker ist eine Industriestadt, aber auch durch seine Teilorte ein Weinbauort: Im Stadtteil Lomersheim gibt es die Lage Halde, in Mühlhausen die Weinberge in der Enzschleife und in Lienzingen den Eichelberg, die zur Großlage Stromberg im Bereich Württembergisches Unterland gehört.

### Industrie
Industrie kam mit der Eisenbahn und der guten Anbindung an den öffentlichen Verkehr. Heute gibt es mehrere Firmen, die in der Metallverarbeitung (z. B. Mahle Behr, MDS [Metall Druck- und Spritzguß] Abele GmbH & Co. KG (beide Automobilzulieferer), Händle GmbH, Elumatec AG (in Lomersheim) (beide Maschinenbau)), aber auch in der Kunststoffverarbeitung (z. B. Karl Etzel GmbH & Co. KG) tätig sind. Des Weiteren gibt es Firmen, die sich spezialisiert haben: Geissel GmbH (Kunststoffspritzteile, Präzisionsdrehteile) (in Lienzingen) und Logistikunternehmen (z. B. Craiss Albert GmbH & Co. KG).
In den Waldäckern befindet sich auch die Bio-Methan-Anlage der Stadtwerke Mühlacker mit einer Leistung von 5 MW/Gasleistung bzw. 2 MW/elektrisch.

### Verkehr

#### Straßenverkehr
Durch Mühlacker führt die Bundesstraße 10. Über diese erreicht man in Richtung Westen die Bundesautobahn 8 bei Pforzheim (Anschlussstelle Pforzheim-Ost) in ca. 10 Minuten. Richtung Osten erreicht man in ca. 40 Minuten Stuttgart, in ca. 30 Minuten die A 81 bei Zuffenhausen. Der Ortsteil Lienzingen liegt an der Bundesstraße 35, auf der man die Autobahnanschlussstelle Bruchsal (A 5) ca. 25 km Entfernung erreicht.

#### Eisenbahnverkehr
Der Bahnhof Mühlacker liegt an der Württembergischen Westbahn (Bietigheim-Bissingen–Bruchsal) und an der Bahnstrecke Karlsruhe–Mühlacker, die über Pforzheim nach Karlsruhe führt.
Der Bahnhof Mühlacker wird von Zügen der SWEG Bahn Stuttgart, Arverio Baden-Württemberg und DB Fernverkehr bedient.
| Linie   | Strecke                                                                                      | Frequenz                       |
| ------- | -------------------------------------------------------------------------------------------- | ------------------------------ |
| IC      | Karlsruhe Hauptbahnhof – Pforzheim – Mühlacker – Stuttgart – Crailsheim – Ansbach – Nürnberg | 120 Minuten                    |
| RE 1    | Karlsruhe – Pforzheim – Mühlacker – Vaihingen(Enz) – Stuttgart                               | 30 Minuten zur HVZ, 60 Minuten |
| MEX 17a | Bietigheim-Bissingen – Vaihingen(Enz) – Mühlacker – Enzberg – Eutingen – Pforzheim           | 60 Minuten                     |
| MEX 17b | Bruchsal – Bretten – Mühlacker                                                               | 60 Minuten                     |
| MEX 17c | Bruchsal – Heidelsheim – Bretten – Mühlacker – Vaihingen(Enz) – Bietigheim-Bissingen         | 60 Minuten                     |
| RE 71   | Heidelberg – Bruchsal – Bretten – Mühlacker                                                  | 120 Minuten                    |

#### Busverkehr
In Mühlacker gibt es mehrere Stadtbuslinien, die von der Firma Engel im Auftrag der Stadtwerke Mühlacker gefahren werden.

#### Radverkehr
Durch Alltagsrouten aus dem Radnetz Baden-Württemberg ist Mühlacker
- über Niefern mit Pforzheim,
- über Ötisheim, an Maulbronn vorbei und über Knittlingen mit Bretten und
- über das Gewerbegebiet Waldäcker und über Illingen mit Vaihingen an der Enz verbunden.

Außerdem führt der Enztalradweg durch die Stadt.
Mühlacker ist Mitglied der AGFK (Arbeitsgemeinschaft Fahrrad- und Fußverkehrsfreundlicher Kommunen) in Baden-Württemberg und hat die „Qualitätsstufe“ für eine fahrradfreundliche Kommune erreicht.

#### Flugverkehr
Westlich des Stadtteils Dürrmenz befindet sich das Segelfluggelände Hangensteiner Hof.

### Medien
In Mühlacker erscheint als Tageszeitung das Mühlacker Tagblatt. Ferner berichten die Pforzheimer Zeitung (Ausgabe Mühlacker) und die Vaihinger Kreiszeitung über das lokale Geschehen. Darüber hinaus gibt es noch die Ortsnachrichtenblätter der Verlage Schlecht und Gengenbach. Im Bereich Hörfunk liegt Mühlacker im Empfangsbereich des öffentlich-rechtlichen Südwestrundfunks, ferner gehört Mühlacker auch zum Sendegebiet des privaten Bereichssenders Antenne 1. Im Bereich der Online-Medien berichtet die Karlsruher Online-Tageszeitung Ka-news und das von der Pforzheimer Zeitung herausgegebene Nachrichtenportal Muehlacker-News.de über das lokale Geschehen.

### Öffentliche Einrichtungen
Mühlacker ist Sitz eines Notariats und eines Finanzamts. Das Rathaus der Großen Kreisstadt beherbergt auch Außenstellen des Landratsamts Enzkreis, das seinen Sitz in Pforzheim hat. Daneben gibt es eine Geschäftsstelle der Agentur für Arbeit Pforzheim. An kulturellen Einrichtungen gibt es u. a. die Stadtbibliothek mit mehr als 39.000 Medien, ein Heimatmuseum und die städtische Volkshochschule mit Kurs- und Veranstaltungsprogramm.
Träger des Jugendhaus Mühlacker ist seit 1982 der Verein Mühlacker Jugendhaus; die Finanzierung des Jugendhauses erfolgt überwiegend durch die Stadt Mühlacker.
Die Stadt ist auch Sitz des Kirchenbezirks Mühlacker der Evangelischen Landeskirche in Württemberg und eines Dekanats des katholischen Bistums Rottenburg-Stuttgart.

### Schulen
Mühlacker hat ein Gymnasium (Theodor-Heuss-Gymnasium), eine Realschule (Mörike-Realschule) eine Gemeinschaftsschule (Schillerschule) und eine Förderschule (Uhlandschule), ferner mehrere Grundschulen bzw. Grund- und Hauptschulen mit Werkrealschulen (Heidenwäldle-Grundschule, Grundschule Großglattbach, Grundschule Lienzingen, Wendler-Grundschule Lomersheim und Grundschule Mühlhausen sowie Schillerschule, Ulrich-von-Dürrmenz-Schule – jeweils Grund-, Haupt- und Werkrealschule).
Der Enzkreis ist Träger der (gewerblichen und kaufmännischen) Beruflichen Schule Mühlacker (mit Berufsschule, Berufsfachschule, Berufskolleg und Beruflichem Gymnasium) sowie der Krankenpflegeschule am Kreiskrankenhaus.
Außerdem gibt es die private Johann-Christoph-Blumhardt-Schule – Freie evangelische Bekenntnisschule Pforzheim/Enzkreis (Kindergarten, Grund-, Werkreal- und Realschule sowie Wirtschaftsgymnasium).

## Persönlichkeiten

### Ehrenbürger
Die Stadt Mühlacker bzw. die heute zu Mühlacker gehörigen Gemeinden haben folgenden Personen das Ehrenbürgerrecht verliehen:
- 1895: Franz Joseph K. Chr. Ferdinand Gambs, Oberamtmann
- 1921: Viktor Reichmann, Sanitätsrat
- 1926: Karl Knöller, Studienrat, Heimatdichter und -forscher
- 1932: August Hebenstreit, Arzt
- 1949: Richard Osswald Woerner, Bürgermeister
- 1950: Otto August Friedrich Rieger, Stadtpfarrer
- 1958: Friedrich Christian Münch (Lienzingen), Fabrikant
- 1960: Carl Jakob (Lomersheim), Fabrikant
- 1962: Emil Ludwig Heidinger (Lomersheim), Fabrikant
- 1962: Christian Eugen Lutz (Lomersheim), Fabrikant
- 1975: Richard Allmendinger (Lienzingen), Bürgermeister von Lienzingen
- 1993: Gerhard Knapp, ehemaliger Oberbürgermeister
- 2004: Pietro Fabris, ehemaliger Bürgermeister der Partnerstadt Bassano del Grappa/Italien

### Söhne und Töchter der Stadt
- Ulrich I. von Dürrmenz (12. Jahrhundert), Reichskanzler unter Barbarossa
- Walter von Lomersheim (12. Jahrhundert), Stifter des Klosters Maulbronn
- Philipp Friedrich Hiller (1699–1769), Pfarrer und Liederdichter
- Simon Friedrich Rueß (1713–1748), Philosoph und Historiker, Professor an der Universität Tübingen
- Baron Johannes Müller (1769–1848), Stifter des Kapergroschens
- Friedrich Karl von Fulda (1774–1847), geboren in Mühlhausen an der Enz, Professor und Rektor an der Universität Tübingen
- Wilhelm Höschele (1840–1908), Oberamtmann
- Victor Schweizer (1872–1935), geboren im Stadtteil Lomersheim, Philologe, Verleger und Neugeistler
- Elisabeth Zundel (1874–1957), Gewerkschafterin und Frauenrechtlerin
- Karl-Adolf Deubler (1888–1961), Jurist und Fußballfunktionär
- Ottilie Häußermann (1896–1984), Schriftstellerin
- Hermann Oppenländer (1900–1973), Kreisleiter der NSDAP
- Helmut Bross (* 1931), theoretischer Physiker
- Siegfried Künkele (1931–2004), Jurist und Botaniker
- Eberhard Freitag (* 1942), Professor der Mathematik an der Universität Heidelberg
- Hellmut G. Haasis (1942–2024), Schriftsteller, Verleger und Historiker
- Klaus W. Müller (* 1945), evangelischer Theologe und Missionswissenschaftler
- Bernd Kochendörfer (* 1947), Bauingenieur und emeritierter Professor der TU Berlin
- Karl Grammer (* 1950), Verhaltensforscher und Evolutionsbiologe
- Carmen Mayer (* 1950), Schriftstellerin
- Gerald Staib (* 1950), Architekt und Professor an der Technischen Universität Dresden
- Karl Röckinger (* 1950), Jurist, 2003–2018 Landrat des Enzkreises
- Dieter R. Bauer (* 1951), Historiker
- Klaus Koziol (* 1954), christlicher Schriftsteller, Soziologe und Hochschullehrer
- Friedrich Steinle (* 1957), Wissenschaftshistoriker
- Stefanie Seemann (* 1959), Politikerin (Bündnis 90/Die Grünen), Landtagsabgeordnete in Baden-Württemberg
- Frank Schneider (* 1961), seit 2010 Oberbürgermeister von Mühlacker
- Hans-Martin Rieger (* 1966), evangelischer Theologe
- Eva Schmierer (* 1969), politische Beamtin
- Marcus Mielke (* 1975), Ruderer
- Verena Veh (* 1977), Volleyballspielerin
- Nadja Zwanziger (* 1977), Schauspielerin und Sprecherin
- Maike Billitis (* 1980), Schauspielerin
- Daniela Hilpp (* 1980), Radiomoderatorin
- Patrick Bernau (* 1981), Journalist und Publizist
- Kolja Meyer (* 1982), Faustballspieler
- Florian Naroska (* 1982), Wasserballspieler
- Stefanie Stüber (* 1982), Ringerin
- Sebastian Kienle (* 1984), Triathlet (Triathlon Ironman Europa- und Weltmeister)
- Marco Pischorn (* 1986), Fußballspieler
- Jaqueline Schellin (* 1990), Ringerin
- Cedrik-Marcel Stebe (* 1990), Tennisspieler
- Pierre Fassnacht (* 1996), Fußballspieler

### Weitere Persönlichkeiten
- Christian Fieß (1910–2001), Gründer des Heimatmuseums der Bessarabiendeutschen
- Gottlob Christian Kern (1792–1835), Geistlicher, Theologe und Kirchenlieddichter, Pfarrer von Dürrmenz